# مرحب (اسم)
مرحب هو اسم علم مذكر ومؤنث من أصل عربي، ومعناه هو السعة.

## شخصيات تحمل الاسم
- مرحب بن أبي زينب ( – 628)

## وصلات خارجية
- موسوعة السلطان قابوس لأسماء العرب